# VU (álbum)
VU es un álbum recopilatorio de outtakes por The Velvet Underground. Fue lanzado en febrero de 1985 por Verve Records.

## Lista de canciones
Todos los temas escritos por Lou Reed excepto "Foggy Notion" (Reed, Morrison, Yule, Tucker, Weiss).
Lado A
1. "I Can't Stand It" – 3:21
  - Grabada el 20 de mayo de 1969
2. "Stephanie Says" – 2:49
  - Grabada el 13 de febrero de 1968
3. "She's My Best Friend" – 2:47
  - Grabada el 14 de mayo de 1969
4. "Lisa Says" – 2:53
  - 1 de octubre de 1969
5. "Ocean" – 5:10
  - 19 de junio de 1969

Lado B
1. "Foggy Notion" – 6:41*
  - Grabada el 6 de mayo de 1969
2. "Temptation Inside Your Heart" – 2:30
  - Grabada el 14 de febrero de 1968
3. "One of These Days" – 3:50
  - Grabada el 23 de septiembre de 1969
4. "Andy's Chest" – 2:49
  - Grabada el 13 de mayo de 1969
5. "I'm Sticking with You" – 2:26
  - Grabada el 13 de mayo de 1969

*La edición en CD omite los primeros segundos de "Foggy Notion", la cual incluye una conversación entre los miembros de la banda.
- Todas las canciones, excepto "Andy's Chest" y "She's My Best Friend" aparecen en el box set Peel Slowly and See.

## Personal

### The Velvet Underground
- John Cale – viola, bajo, celesta, coros on "Stephanie Says" and "Temptation Inside Your Heart"
- Sterling Morrison – guitarra, coros
- Lou Reed – voz, guitarra
- Maureen Tucker – percusión, voz principal en "I'm Sticking with You"
- Doug Yule – bajo, teclados, guitarra líder on "One of These Days", voz principal en "She's My Best Friend", coros en "I Can't Stand It", "She's My Best Friend", "Lisa Says", "Foggy Notion", "One of These Days", "Andy's Chest", y "I'm Sticking with You"

### Personal técnico
- The Velvet Underground – productores
- Gary Kellgren – ingeniero
- Bill Levenson – productor ejecutivo
- J. C. Convertino – ingeniero

- Datos: Q2606531